# 有鳳
宗室有鳳（1803年3月15日—1860年11月14日，嘉慶八年二月廿二日巳時－咸豐十年十月初二日申時），字號不詳。鑲紅旗滿洲人，清朝遠支宗室載字輩，政治人物、將領，封爵奉恩鎮國公，官至成都將軍。

## 生平
道光三年（1823年）十二月，考封三等輔國將軍爵位，兼授侍衛處三等侍衛。
十九年（1839年）七月，承襲胞兄有麟的奉恩鎮國公爵位，兼在散秩大臣上行走。
二十二年（1842年），道光帝命守護清西陵。二十九年（1849年）三月，兼充左翼覺羅學總管。
三十年（1850年）六月，道光帝梓宮暫安於清慕陵，咸豐帝命有鳳與慶惠、載鈖值宿宮門。
咸豐元年（1851年）二月十四日，授正藍旗漢軍副都統。
二年（1852年）三月，道光帝大葬禮成，有鳳受命自慕陵奉神牌、黃輿回京。
四月初六日，簡放廣州滿洲副都統。八月十三日，調授杭州將軍。以率領屬員捐輸軍餉得諭旨優敘。
三年（1853年）二月十八日，調授福州將軍，到任前由福州副都統東純暫署。當時太平天國攻陷江寧府城，浙江軍情吃緊，有鳳與杭州副都統巴彥岱、浙江巡撫黃宗漢奏報籌備防剿、調集福州、乍浦駐防旗營官兵；咸豐帝諭令有鳳暫時留在浙江籌防。三月，揚州府城淪陷，朝廷諭令有鳳留駐杭州。六月，兼署閩浙總督，福州將軍由副都統巴彥岱暫署。
有鳳奏參浙江黃巖鎮總兵湯倫偽報駕船巡洋及違例擅自使用肩輿，請革職審辦，獲准。此前，戶部奉上諭變賣各省倉穀來籌措軍餉，有鳳奏報福建庫存倉穀不多，且山多田少、土地貧瘠，如遇水旱災荒就需要開倉平糶，本年福建各地匪徒滋事，調集兵勇，生計被擾亂的貧民需要察看賑濟，請照舊額存儲，不予變賣，以防不虞。有鳳又奏參提督炳文赴興化辦理軍務時拖延逗留，藉病推卸，營務廢弛，請將炳文革職，獲得允准。
當時小刀會分兵進佔廈門，朝廷諭福建巡撫王懿德馳赴泉州府督辦，並派在籍提督李廷鈺設法包圍，與福建水師提督施得高等會兵南北夾攻，小刀會敗退，有鳳奏報同安縣解嚴，清軍漸次收復漳州府海澄縣石碼，均報聞。七月，福建籍御史陳慶鏞、蔡徵藩奏陳福建各地受小刀會匪、土匪攻打、臺灣林恭民變情形，上諭：「閩省以臺灣為膏腴。廈港為門戶，延、建則地據上游，為省垣之屏蔽，處處皆關緊要，必應及早殲除。前有旨，令有鳳馳往福州署理總督篆務，此時如已抵閩，即著王懿德與有鳳按照該御史所奏，查明各地方滋事情形，應如何解散賊黨、掩捕賊踪，迅速妥辦」，並令臺灣士紳鄭用錫、施瓊芳、林國華、林占梅辦理團練、勸捐。
八月，再兼署閩浙總督。又因同安縣知縣李湘洲禀報所僱鄉勇自一二千名增至八千餘名，顯然是虛報人數冒領兵餉，上諭有鳳與王懿德查明冒濫情節、嚴辦追賠。同月奏報臺灣府鳳山縣城收復、善後籌辦情形。
九月，奏陳福建省貧瘠困頓、籌餉困難，及捐輸團練情形；上諭：「軍餉支絀自係實在情形，惟部庫既無可撥之款，而各省藩、關各庫羅掘殆盡，所有該省應需餉銀，仍著諮商浙江巡撫及廣東督撫設法通融，以資接濟。至以本地之團練捕本地之盜賊，最為切要，雖各處人心不齊，要在經理得宜，自可漸臻實效。總之調兵籌餉之艱，不獨福建為然，全在該督撫等悉心籌畫，不可畏難自阻也」、「現在徵調紛繁，庫款支絀。閩省會匪滋事，若不借助於捐輸團練，勢必兵餉兩絀，更將何從措手？該督等既經選派紳士，協同委員分別勸諭，即著實力妥辦，不得徒以棘手為詞，聽其渙散」。又奏小刀會自永春直隸州攻打仙遊縣城，仙遊失守，賊勢猖獗、進攻興化府，請添兵撥餉，已急咨福建陸路提督炳文飭令總兵鍾寶三帶兵趕赴興化一帶攻剿，並派文武各員分防江口及永福縣等處；上諭：「仍當揀派賢員勸諭團練、保衛地方、協助兵力。至於需用餉銀，著仍遵前旨，即就本省地方，酌量情形、妥為籌畫，或勸諭捐輸，或試行鈔票、搭放大錢，惟在經理得人，自可試行有效。該署督等諒能統籌全局，仰體朕意也」。
十月，有鳳奏陳攻打興化府城的小刀會已被擊退，仍佔據仙遊縣楓亭，並奏此前朝廷令兩廣總督葉名琛調撥廣東精兵二三千名、兵餉三十萬兩赴福建省接濟，實際上廣東僅撥兵五百名、餉二萬兩，也請調浙江兵協剿；上諭催促廣東增援，及命江西巡撫張芾、浙江巡撫黃宗漢斟酌情形分兵支援福建。又臺灣道徐宗幹奏陳臺灣水陸各營兵餉每月需銀一萬餘兩，每季二萬餘兩，欠餉已數月，夏季以來總計需銀二十萬兩，上諭以臺灣為「海疆重地」，命有鳳、王懿德「迅即酌度緩急，籌撥餉銀，委員解赴臺灣以應急需」。十二月，奏福建省上忙錢糧因會匪滋事，未能依期限徵收報解，遭到申斥。此時臺灣道徐宗幹、臺灣鎮總兵恒裕辦理剿匪期間意見不和，徐宗幹告病、自請開缺治罪，有鳳受命秘密訪查實情。因到任不久，不熟悉屬員，奏請本年大計延後到軍務結束時，獲准。
四年（1854年）正月，因巡撫王懿德奏陳福建綠營廢弛情形，有富家子弟賄買名糧頂替當差、有水師戰船偷工減料等，上諭令有鳳、王懿德整頓積弊「督飭將弁各官，破除情面，實力整飭，如有前項弊端，一經查出即將該管官從嚴參辦。」二月，以提倡捐輸軍餉，交兵部從優議敘。三月，布政使慶端、代理按察使史渭綸因會匪事件，失守城池及不察奸民結會而遭處分；有鳳奏慶端辦理軍需、講求備禦勸捐等事不任勞任怨，史渭綸剛到任就遇到仙遊失守，後續悉心調度，破獲匪犯，功過尚可相抵，求情寬免獲准。又奏參署閩安協副將銅山營參將賴信揚、署烽火門參將福寧鎮標左營水師游擊王超於巡防緝盜一味因循、不知振作，以致海壇、閩安兩營發生劫盜達十九起且無一破獲；上諭將賴信揚革職留任、王超摘去頂戴，均勒限兩個月全數破案。另覆奏臺灣鎮總兵恆裕與臺灣道徐宗幹不合一事：恆裕性情偏執、竭力辦事，徐宗幹藉口引退、不免推諉，兩人都不便再留本任，以免貽誤；上諭恆裕送部引見，徐宗幹已升福建按察使、撤任。
五年（1855年）十二月，因貴州銅仁府苗民起事入侵湖南，湖南鎮筸鎮總兵文安派兵堵剿，但廣西道路不通，湖南軍餉久缺，文安請撥軍餉，戶部奏准令有鳳、王懿德於閩海關徵存稅項下撥銀十萬兩，委派官員解送廣東，由葉名琛、柏貴於廣東款項下先籌銀十萬兩，解往湖南、廣西各五萬兩，迅速啟程繞道行走。
六年（1856年）二月，因提解京控遲延遭革職的福建通判朱璐遣抱告向都察院呈控，牽涉總督王懿德，朝廷命有鳳與學政李聯琇查辦，有鳳、李聯琇奏陳朱璐於審前捏造款跡、意圖挾制查辦官員等情節。三月，受命稽查福建各處稅關偷漏弊病。四月，有鳳、李聯琇覆奏，朱璐最初因被上司參奏，挾怨誣告王懿德「冒功侵餉」等重罪，大肆指控、牽涉多人，擬將朱璐發配新疆效力贖罪，咸豐帝允准，並將王懿德交部處分。五月，覆奏福州省城南臺稅關並無減稅漏徵，僅因外國奸商船隻由小港繞路出洋，避開稅關，往後將於洪塘各港，分別設卡巡查。九月，調補四川成都將軍。
七年（1857年）七月十五日，兼署四川總督。九月，四川總督吳振棫督軍入滇進剿雲南回變，雲南提督文祥奏營兵欠餉已三個月，朝廷諭有鳳督同布政使祥奎籌餉十萬兩撥運雲南。十月，因湖廣總督官文奏湖北官軍欠發糧餉甚多，朝廷諭有鳳與山西巡撫恒福、陝西巡撫曾望顏按月籌餉五萬兩解赴湖北。
八年（1858年），會理州匪徒羅升私自盜賣廠銅，被署會理州知州彰明縣知縣王錫之違例科罰索賠，於是糾結多人結盟搶掠，入監人犯又逃獄拒捕，殺傷兵弁，有鳳偕同四川總督王慶雲、飭署寧遠府知府祥慶、建昌中營游擊德茂帶兵剿捕平息，有鳳參劾開啟釁端的王錫之、起初未積極處置之署會川營參將懷遠營都司花連布，並保奏出力員弁，都獲准。十一月，因病暫時解任。隨即受命與王慶雲共同徹查榮縣知縣傅翼、酆都縣知縣吳錦銓、署涪州知州淩樹棠、署富順縣知縣淩樹人侵貪釐金、剋扣捐輸銀、縱容差役幕僚等案。
九年（1859年）二月，捐復典史李馥湘因被參，主張冤抑，赴步軍統領衙門抱告呈控前彭水縣知縣福奎偽報勝仗，上諭有鳳與王慶雲提審證人、卷宗審訊福奎、試用道員趙友泰。四月，因王慶雲調任兩廣總督，有鳳再次兼署四川總督。同月因已革合州知州陳彥坤虧空交代款項、投具禀詞控告布政使祥奎、署鹽道成都府知府翁祖烈索要贓款等情節，上諭有鳳徹底查辦。五月，朝廷獲報太平軍石達開率部屯聚湖南、計劃進入四川，命有鳳派兵扼守夔州府巫山縣、酉陽直隸州秀山縣。七月，因皖北軍情告急，上欲催促有鳳每月籌措一萬五千兩軍餉解赴安徽壽州，並委派鹽茶道韓錦雲在四川開辦對兩廣本籍紳民勸捐軍餉。有鳳又令重慶鎮總兵皂陞駐涪州堵截太平軍。雲貴總督張亮基、貴州巡撫蔣霨遠奏四川積欠協餉銅本達十四萬兩，有些營標已欠餉達三年，貴州籌防也急需軍餉；欽差大臣勝保另奏安徽餉需危迫；八月間廣西巡撫曹澍鍾也奏報四川欠解廣西餉銀已十四萬五千兩，朝廷皆再次催促有鳳設法籌撥。
九月，雲南回變李短撘撘率眾數千人自大關廳鹽井渡經母豬岩進攻敘州府府城、筠連縣等地，佔據各處險要關隘，敘州知府英匯帶領兵勇堵剿，有鳳飭參將祥符、永寧道陳枚前往截擊，、四川提督萬福、按察使蔣徵蒲、參將高克謙、順福等調撥官兵三千餘名馳赴剿辦。之後李短撘撘與匪徒馬沅盛會合，筠連縣、慶符縣、高縣相繼失守，有鳳再抽調營兵一千五百名增援。咸豐帝認為有鳳未預先佈防，交部議處。
十月，雲南及安徽軍營經費支絀，諭旨再次催促有鳳限十日內撥銀十萬兩赴雲南、每月一萬五千兩赴安徽。達賴喇嘛赴西藏路過四川，上諭有鳳提領庫銀一萬兩賞給達賴。同月，有鳳奏稱貴州省婺川、松桃的苗亂復燃，逼近四川，現在四川集結兵勇一萬餘人，可出境進剿，與貴州官兵合力夾擊，等到婺川等處一律肅清後，乘勝前往酉陽秀山會剿貓貓山教匪；上諭指示有鳳與貴州提督蔣玉龍先期議定，會合鄰境仕紳團練等同日進剿，以剿為防、節省軍餉，並命有鳳將近日剿辦情形詳細馳奏；上諭再次催撥四川支援貴州餉銀。
十一月，有鳳彈劾萬福統兵逗留牛市𡎚「藉口添兵、遷延不進」，奏請革職查辦獲准，另派副將馬天貴統兵由富順縣迎擊、調升任四川提督皂陞酌帶重慶兵勇馳赴南溪縣會同永寧道陳枚進攻，另檄調瓦寺宣慰司及建昌鎮中營土兵前往支援。同月有鳳奏報審明典史李馥湘京控福奎偽報勝仗、冒領餉銀、勸令息訟一案為不實指控，上諭李馥湘既已革職，不予追究。
回軍李花夫率數百人佔筠連縣，有鳳派令守備徐太平帶領營兵、民團合剿，迅速攻入筠連縣，斬獲二百餘人，救出被圍困於雙合山的代辦知縣于廷植及難民百餘人，乘勝攻克高縣，擊斃首領三人及部眾百餘人；署慶符縣典史于水之帶領民團進軍慶符縣時，回軍正渡河退走，徐太平堵擊，大勝，斬獲百餘人，擒獲者就地正法，收復慶符縣，各方會兵後直搗鹽井渡回兵據點。
另一股回軍自雲南進入四川酉陽秀山，經秀山縣知縣曾漢章率團練擊退；敘州府城方面被回軍圍困許久，署總兵馬天貴陣亡，有鳳獲悉革職在籍總兵虎嵩林招募鄉勇投效，飭令其前往敘州。李短搭搭逃到牛皮寨，與當地盜匪溫如玉勾結，朝廷諭令雲貴督撫跨境會剿夾擊，不得以欠餉推卸。
高克謙督率兵勇截擊，自嚴華庵會師攻克敘州城外弔黃樓的回軍營壘，事件平定。有鳳奏請將陣亡、殉難各員從優議敘，並保奏出力各員，獲得允准。諭召有鳳赴北京當差。
十年（1860年）正月，因咸豐帝三十歲萬壽，四川土司屯番呈請進京祝壽，有鳳代奏後咸豐帝諭路途遙遠，按元定進貢年班朝靚即可。同月，因病奏請回旗調理。
二月二十六日，因此前奏請將成都駐防滿洲營閑散餘丁充補四川督標新兵，而兵部以原有滿洲營調補綠營兵不得超過十分之二的定額駁斥，有鳳因違制輕議更張，遭部議革職。
六月，有人密奏「川匪之起，由筠連縣多徵洋藥稅銀，並楊寡狗等無辜被誅，以致激變。事起之後，署總督有鳳等茫無主意，濮詒孫力主不發兵餉，以致迭陷三城。前此陳彥坤訐案，因王慶雲與翁祖烈同鄉戚誼，代懇有鳳添派濮詒孫審辦。陳彥坤得賄，自認誤控，其銀則分派優缺州縣，皆濮詒孫設法消弭。峨馬營兵以數十人斃賊二千餘名，不為保舉；蔣徵蒲帶兵剿賊，動即避匿，並未接仗。候補直隸州知州伍雲錦在紳士楊熙軍營辦理糧台，浮開兵餉，迭經控告，三撤三委。並濮詒孫趨附炎熱，綽號撲鐙蛾，與蔣徵蒲狼狽為奸，知府史致康為之羽翼，藩司祥奎於升調等事惟濮詒孫是問。致有『濮作道，四川鬧，濮作臬，四川滅』之謠。請飭查辦。」朝廷諭崇實、東純嚴密訪查。
十月初二日卒，年五十八歲。
十一年（1861年）正月，崇實覆奏查辦案情後，上諭：「有鳳於派審要案大員，不令審辦完結，均有不合」，但因已病故，毋庸議。

## 家庭及關聯
- 八世祖：廣略貝勒褚英（1580年－1615年），清太祖長子。

八世祖母：納喇氏，褚英繼夫人，淸佳努之女。
- - 七世祖：和碩敬謹莊親王尼堪（1610年－1652年），褚英三子，功封敬謹親王，拜定遠大將軍。

七世祖母：尼堪庶福晉，蒙固爾岱之女。
- -     - 六世祖：已削鎮國公蘭布（1642年－1680年），尼堪長子，歷封敬謹親王，降為鎮國公後因事追削。

六世祖母：瓜爾佳氏，蘭布繼妻，參領跨占之女，鰲拜孫女。
- -     -       - 五世祖：輔國公品級賴士（1662年－1732年），蘭布四子，封輔國公品級。

五世祖母：納喇氏，賴士側室，達里祜之女。
- -     -       -         - 高祖父：輔國簡恪公伊爾登（1684年－1749年），賴士三子，襲封輔國公，官至正黃旗蒙古都統，諡簡恪。

高祖母：薩克達氏，伊爾登嫡妻，護軍統領察哈泰之女。
- -     -       -         -           - 曾祖父：已革輔國公富春（1712年－1781年），伊爾登七子，襲封輔國公，官至杭州將軍，因事革爵革職。

曾祖母：博爾濟吉特氏，富春嫡妻，三等子烏爾圖那蘇圖之女。
- -     -       -         -           -             - 祖父：鎭國公斌寧（1742年－1781年），富春三子，襲封鎮國公，官至寧夏將軍。

祖母：沙濟富察氏，斌英嫡妻，都統廣成之女。
- -     -       -         -           -             -               - 父：鎭國公果勒豐阿（1763年－1827年），斌英長子，襲封鎮國公，官至杭州將軍。

母：沙濟富察氏，果勒豐阿嫡妻，副都統富森布之女。

### 兄弟
有鳳排行第四，有三兄一弟：
- 德定（1790年－1800年），恩詔廕八品官，早卒。
- 有麟（1802年－1848年），襲封鎮國公，官至散秩大臣，緣事革爵發往盛京。
- 有祥（1802年－1803年），早卒。
- 有興（1805年－1857年），封輔國將軍。

### 妻室
- 嫡妻：鈕祜祿氏，山西巡撫同興之女
- 繼妻：佟佳氏，扎拉杭阿之女
- 三繼妻：佟佳氏，色額精額之女。

### 子嗣
- 獨子：玉濬（1825年－1842年），嫡鈕祜祿氏出，殤。
- 承繼子：慶惠（1870年－？年），塔斯哈第四子，斯翰繼妻汪佳氏所生，光緒元年繼嗣。[57]